# مستقبلية (أدب)

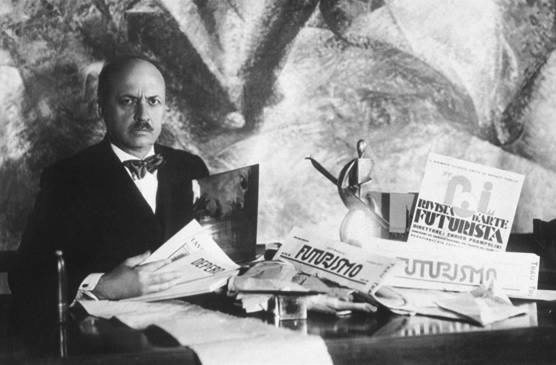

المستقبلية (بالإنجليزية: Futurism) هي حركة حداثية طليعية في الأدب، وجزء من حركة الفنون المسقبلية التي نشأت في إيطاليا في أوائل القرن العشرين. يتجسد ظهورها الرسمي الأدبي الأول في بيان المستقبلية الذي نشره فيليبو توماسو مارينيتي عام (1909). يتسم الشعر المستقبلي بتركيباته غير المتوقعة من الصور وبإيجازه المفرط (في اختزال كل من الكلام والطول الفعلي). لعب المسرح المستقبلي دورًا هامًا في الحركة ويتميز بمشاهده التي لا تطول أكثر من عدة جُمل، وتشديده على الفكاهة عديمة المعنى، ومحاولاته معاينة تقاليد المسرح وتقويضها عبر المحاكاة الساخرة وتقنيات أخرى. لا مكان لأشكال الأدب الأكثر طولًا، مثل الرواية، في جمالية السرعة والضغط المسقبلية. يركز الأدب المستقبلي في المقام الأول على سبعة جوانب: السليقة، والقياس، والسخرية، وإبطال علم النحو، والإصلاح العروضي، والمحاكاة الصوتية، والغنائية الجوهرية/ الاصطناعية.

## منهجيتها

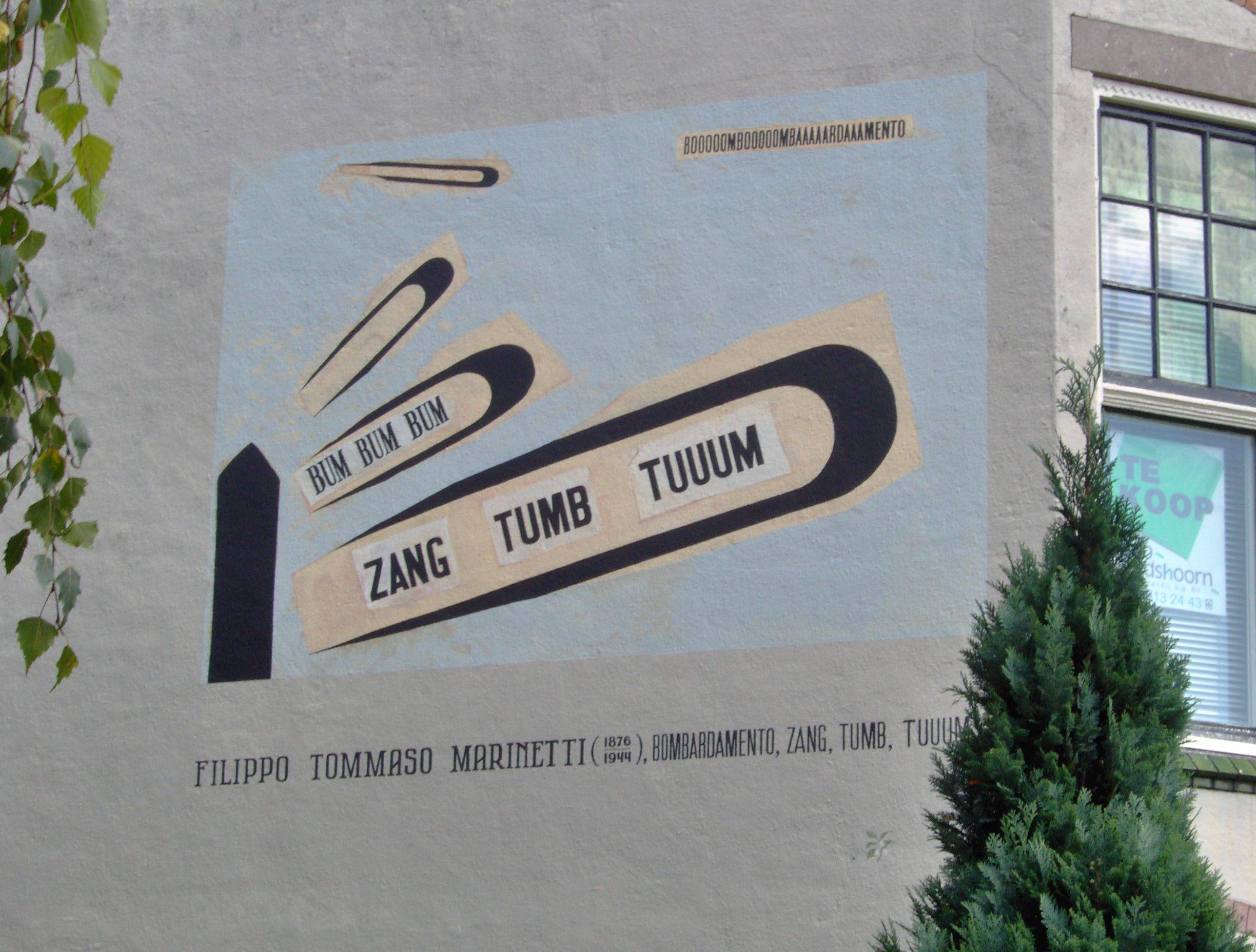
قصيدة "زانغ تومب تومب" للشاعر الإيطالي فيليبو توماسو مارينيتي على جدار المبنى في لايدن، هولندا

### السليقة
في بيان مارينيتي لعام 1909، نادى مارينيتي بنهضة «السليقة الإلهية» التي «بعد ساعات من المثابرة العنيدة» تسمح للـ «الروح الإبداعية بأن تبدو وقد تخلصت فجأة من أغلالها لتصبح فريسة لبداهة الإدراك والتطبيق غير المفهومة».
كان لسوفيتشي استدلال أكثر دنيوية. كانت السليقة الوسيلة التي تم بها الخلق. اعتقد أنه لا يمكن تجريد قيم الأدب المستقبلي من الناحية المنطقية. بالأحرى، كان الفن لغة بنفسه ومن نفسه ولا يمكن التعبير عنه إلا بتلك اللغة. نتج عن أي محاولة لاستقراء الأدب «تقييم لا للمواصفات الفنية بل للقضايا العرضية». وعلى هذا الأساس، حرر الخلق العفوي الذي سببته السليقة المرء من التجريد (مضيفًا بالتالي مادة خاطئة إلى الأدب) ومكنه من التحدث بلغة الفن.
بهذه الطريقة، احتشد المستقبليون ضد «الأدب الفكري ... [و] الشعر الواضح». مع ذلك، هذه الفكرة مختلفة عن معاداة الفكر. لم تكن عدائية تجاه النهوج الفكرية، بل ضد النهج الفكري المحدد الذي انتهجه الشعر لسنوات طويلة. بالتالي، غالبًا ما كانوا يرفضون أي شكل من التقاليد كان قد تلوث بالنهوج الفكرية السابقة في الماضي.

### القياس
كانت غاية القياس في الكتابة المستقبلية إيضاح أن كل الأشياء متعلقة ببعضها البعض. وساعدت بكشف الواقع الحقيقي المختبئ تحت صفحة الوجود. المقصود بذلك، أنه على الرغم مما قد تظهره التجربة، كل شيء مترابط في الحقيقة. كل ما كانت المقارنة أكثر إذهالًا، كانت أكثر نجاحًا.
تعتبر السليقة هي وسيلة خلق هذه القياسات. السليقة هي «ميزة الشاعر الخصوصية التي تمكنه من اكتشاف القياسات الخفية عن العقل، لكنها مع ذلك أساسيات الفن». إن اكتشاف القياسات يصبح ممكنًا بفضل السليقة.
هنا، اعتقد مارينيتي أن القياسات لطالما كانت موجودة، لكن الشعراء السابقون لم يبلغوا مبلغ جمع كيانات مختلفة على نحو ملائم معًا. عبر خلق تشارك بين شيئين (أو أكثر) غير مرتبطين ظاهريًا، يصل الشاعر إلى «جوهر الواقع». يتناسب أقصى ما يصل إليه الشاعر من ناحية التباعد المنطقي بصورة مباشرة مع كفاءته.
وعلى هذا النحو يلعب القياس دورًا مهما، إذ أنه «يوفر معيارًا لقياس القيم الشعرية ...: قوة الإذهال. الذهول هو الضابط الفني المستقى من القياس». عندما يُصبغ بصر شخص عادي بالعادات والتقاليد، يمكن للشاعر محو الطبقة السطحية وكشف الحقيقة تحتها. إن عملية توصيل المفاجأة فن، بينما «الذهول» هو ردة الفعل على هذا الاكتشاف. وهكذا، تكون القياسات جوهر الشعر بالنسبة للمستقبليين.